# Turcilingues

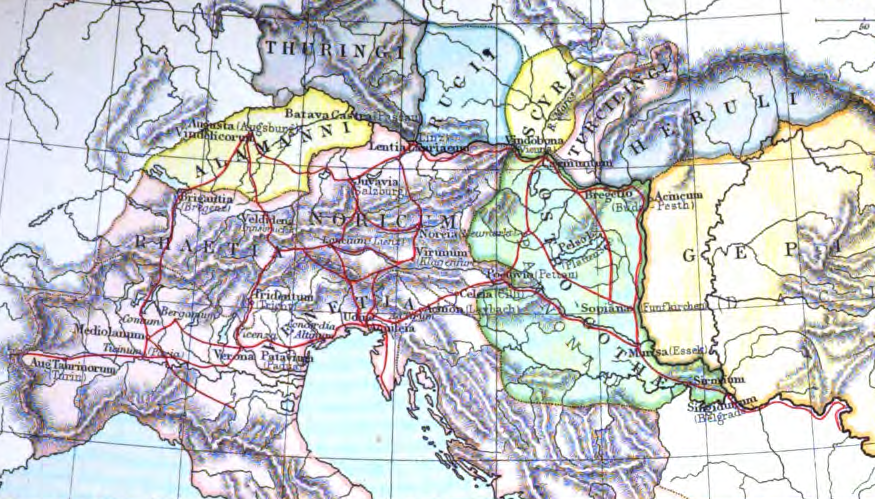
Carte de Thomas Hodgkin extraite de son ouvrage Italy and Her Invaders plaçant les Turcilingues sur la frontière du Danube : il s'agit d'une supposition.

Les Turcilingues, aussi appelé Torcilingues ou Thorcilingues, sont un peuple « barbare » à propos duquel peu d'informations nous sont parvenues : ils sont cités trois fois dans la Getica de Jordanès et encore dans la Historia Miscella de Landulf Sagax ; Paul Diacre reprend les mentions de Jordanès dans son Historia Langobardorum. Les Turcilingues sont mentionnés parmi les Hérules, les Ruges et les Scyres, ce qui laisse penser qu'ils étaient une tribu germanique, voire un clan de l'un de ces trois peuples, mais les protochronistes turcs y voient le premier rameau des peuples turcs à être parvenu en Europe. Quoi qu'il en soit, les Turcilingues ont migré vers la Gaule au milieu du Ve siècle et sont mentionnés en Italie durant le règne de Romulus Augustule (475–476) en tant que mercenaires d'Odoacre.

## Sources
- (en) Cet article est partiellement ou en totalité issu de l’article de Wikipédia en anglais intitulé « Turcilingi » (voir la liste des auteurs).